# Грейбил, Энн
Энн Мартин Грейбил (Ann Martin Graybiel, род. 25 января 1942, Chestnut Hill, Massachusetts) — американский учёный в области нейронаук, пионер исследований базальных ганглиев.
Институтский профессор Массачусетского технологического института, член Национальных Академии наук (1988) и Медицинской академии (1994) США, а также Американского философского общества (2016).
Удостоена Национальной научной медали (2001), лауреат премий Кавли (2012) и Грубера (2018).

## Биография
Окончила Magna cum Laude Гарвардский университет (бакалавр биологии и химии, 1964); принята в Phi Beta Kappa.
В 1965—1966 годах в качестве фелло имени Вудро Вильсона занималась на кафедре биологии Университета Тафтса, где в 1966 году получила степень магистра биологии. Степень доктора философии по психологии и науке о мозге получила в 1971 году в Массачусетском технологическом институте, на кафедре психологии и науки о мозге.
С 1971 года работает в Массачусетском технологическом институте, с 1973 года ассистент-профессор, с 1976 года ассоциированный профессор психологии, с 1980 года профессор на кафедре психологии, с 1983 года профессор на кафедре мозга и когнитивных наук, одновременно с 2001 года сотрудник его института исследований мозга (McGovern Institute for Brain Research), с 2008 года институтский профессор.
В 1986—1988 годах также работала в Гарвардской медицинской школе.
Член Американской академии искусств и наук, иностранный член Норвежской академии наук и литературы (2012).
Среди её наград также Neuronal Plasticity Prize (2005).
Почётный доктор Университета Тафтса (2005), Еврейского университета в Иерусалиме и Университета Квинс в Белфасте (обоих последних — с 2007).